# Los nuevos extraterrestres
Los nuevos extraterrestres es una película de terror y ciencia ficción de 1983 dirigida por Juan Piquer Simón.

## Argumento
Un chico adopta un extraterrestre como mascota y se lo lleva a su casa. Mientras unos cazadores furtivos inician una batida para acabar con la vida del alien, la madre del mismo parte en su búsqueda, masacrando a todo el que se le cruce.

## DVD
A pesar de no ser un éxito  de taquilla en el mercado doméstico, si lo fue en varios países de Europa , donde llegó a ser líder de recaudación durante tres semanas.